# Dżafar al-Askari
Dżafar al-Askari (ur. 1887 w Bagdadzie, zm. 29 października 1936 tamże) – iracki wojskowy i polityk.

## Życiorys
Był oficerem w armii Imperium Osmańskiego. Należał do organizacji oficerów arabskich Sprzysiężenie, która w 1913 postanowiła podjąć walkę o uniezależnienie się wilajetów arabskich od Turcji. W czasie powstania arabskiego dołączył do sił dowodzonych przez szarifa Mekki.
Wziął udział w tworzeniu struktur nowo powstającego państwa irackiego. Był członkiem irackiej delegacji na iracko-brytyjską konferencję w Kairze w 1921, na której zdecydowano o utworzeniu w Iraku monarchii konstytucyjnej i mianowaniu królem Fajsala I. Al-Askari został pierwszym ministrem obrony nowo powstałego państwa i skłonił ok. 600 oficerów armii tureckiej do przybycia do Iraku i wstąpienia do jego sił zbrojnych. Tym samym wojsko irackie zdominowali arabscy sunnici. W listopadzie 1923 został premierem Iraku. Sprzeciwiał się postanowieniom traktatu brytyjsko-irackiego i gdy jego przyjęcie zostało przez Wielką Brytanię wymuszone w maju 1924, zrezygnował z kierowania rządem.
Uważany za znakomitego administratora i rozważnego polityka, w 1926 po raz drugi stanął na czele rządu. Objął również tekę ministra spraw zagranicznych. Jego gabinet upadł dwa lata później z powodu niezdolności rozwiązania problemów wewnętrznych: niepokojów wśród szyitów, nieudanego wdrażania ustawy o powszechnym poborze do wojska, niezadowolenia z powodu rozwoju relacji iracko-brytyjskich. W styczniu 1928 al-Askari sam podał się do dymisji. Dwa lata później wszedł do rządu Nuriego as-Sa’ida jako minister obrony; gabinet upadł po siedmiu miesiącach od utworzenia.
Po raz ostatni stanowisko ministerialne objął w 1935, wchodząc do rządu Jasina al-Haszimiego jako minister obrony. W czasie zamachu stanu Bakra Sidkiego bezskutecznie usiłował przekonać zamachowców, by zatrzymali marsz wojsk na stolicę kraju wobec faktu, że król Ghazi I był już gotów przystać na ich żądania i zabronił wiernym sobie siłom stawiania oporu. Sidki uznał jego wystąpienie za próbę uniemożliwienia przejęcia władzy i nakazał jego zabójstwo.
Jego szwagrem był Nuri as-Sa’id.